# Argyrodes gazingensis
Argyrodes gazingensis är en spindelart som beskrevs av Benoy Krishna Tikader 1970. Argyrodes gazingensis ingår i släktet Argyrodes och familjen klotspindlar. Inga underarter finns listade i Catalogue of Life.